# Tortelloni

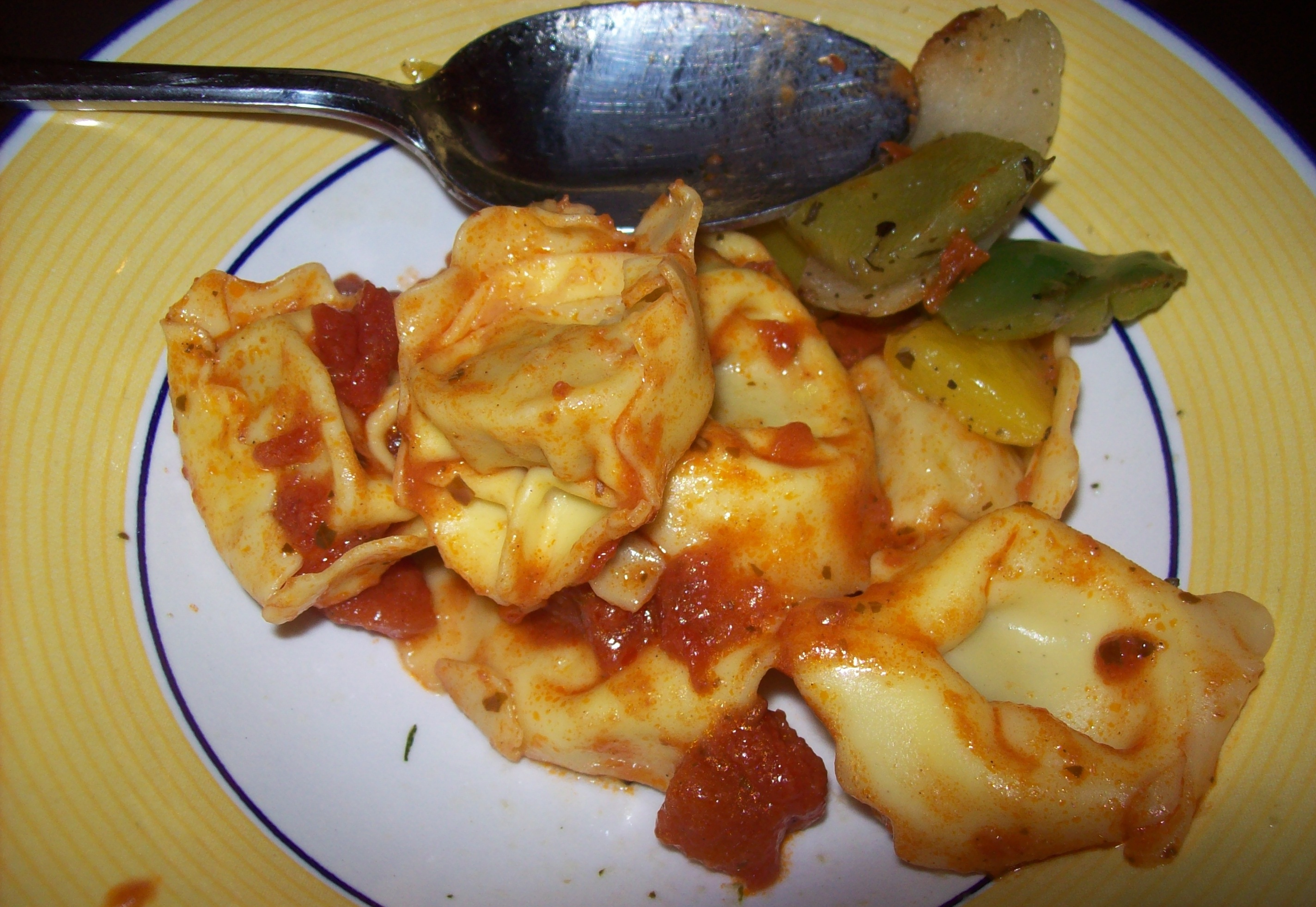
Tortelloni

Tortelloni jsou plněné těstoviny, jež mají stejný tvar jako tortellini, ale jsou větší. Obvykle se plní sýrem ricotta a listovou zeleninou, jako je špenát. Existuje mnoho variant, v nichž je zelenina nahrazena aromatičtějšími přísadami, jako jsou porcini neboli hřiby nebo vlašskými ořechy. Jinou obvyklou náplní pro tortelloni je, zejména v provinciích Modena a Reggio Emilia, pasta připravená hlavně z dřeně dýní a ze sušenek s příchutí amaretto.
Tortelloni plněné ricottou a zeleninou se obvykle podávají buď s omáčkou ragú, nebo s rozpuštěným máslem a s lístky šalvěje.